# 早滝
早滝（はやたき）は、群馬県多野郡神流町を流れる塩沢川にかかる滝である。氷瀑で有名。

## 概要
本滝は、赤久縄山を流れる塩沢川にかかる直瀑である。落差30〜40m程度。標高が900m程度と高く寒いため、冬期に結氷し氷瀑となる。氷瀑は12月末頃より成長をはじめ、2月頃が最盛期。最も凍った場合は滝全体が結氷する。
周辺の植生は主に落葉広葉樹林からなり、一部にスギ等の人工林がある。滝がある標高900m前後では主にコナラやカエデ、マツなどの雑木林様であるが、より標高が高くなるとカラマツ、ミズナラ、シラカンバなどが主な樹種となる。
本滝周辺の地質はジュラ紀のメランジュ基質（付加帯コンプレックス） であり、白色の珪質岩、緑色および赤色の変成岩などが複雑に入り組む。このため、色とりどりの岩石が河床を彩る。

## アクセス
公共の交通機関によるアクセスは不可。自家用車と徒歩によるアクセスとなるが、車道も登山道も急斜面がある。特に冬期は車、人共に十分な装備が必要。氷瀑を見たい場合は、春または秋に事前に登山ルートを確認しておく事が望ましい。
自家用車の場合、神流町まで国道462号で行き、八幡神社の角を右折、塩沢川沿いに車道を上る。塩沢ダムを超え、急斜面を登り、民家が見えたら左手の林道へ入る。少し進むと右手に廃墟があり、少し広くなっている。自動車はここまで。
廃墟に沿って右折する道があるが、途中で崩落しているため、通行は不可。林道沿いに沢を渡り、右折して回り込むことで登山道に入ることができる。登山道は最初は緩斜面であるが、途中から距離は短いながら急斜面の鎖場、崖、ガレ場が続く。滝壺の手前に2m程度の小滝があり、これをよじ登らないと滝壺にアクセスできない。一見右に巻けるように見えるが、斜面が崩れやすく落石の危険があるため、注意が必要。
鎖場の途中に赤久縄山登山道との分岐がある。また、断崖へと向かう獣道が分岐しており、注意が必要（注意を促す看板有り）。
熊、マムシ、スズメバチに注意。

## 周辺
- 道の駅万葉の里
- 塩沢ダム
- 御荷鉾スーパー林道
- 御荷鉾山
- 赤久縄山

## ギャラリー

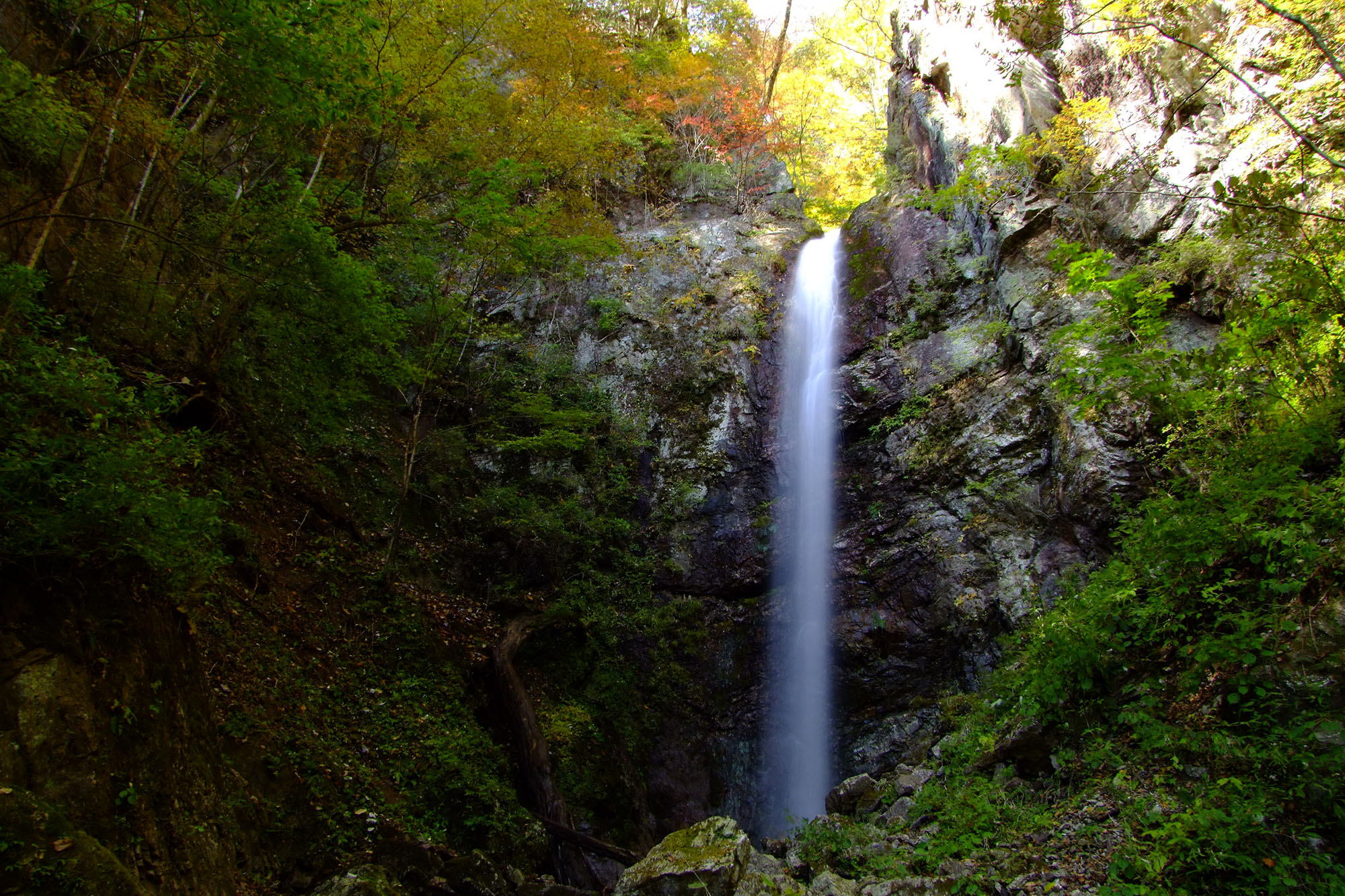
早滝
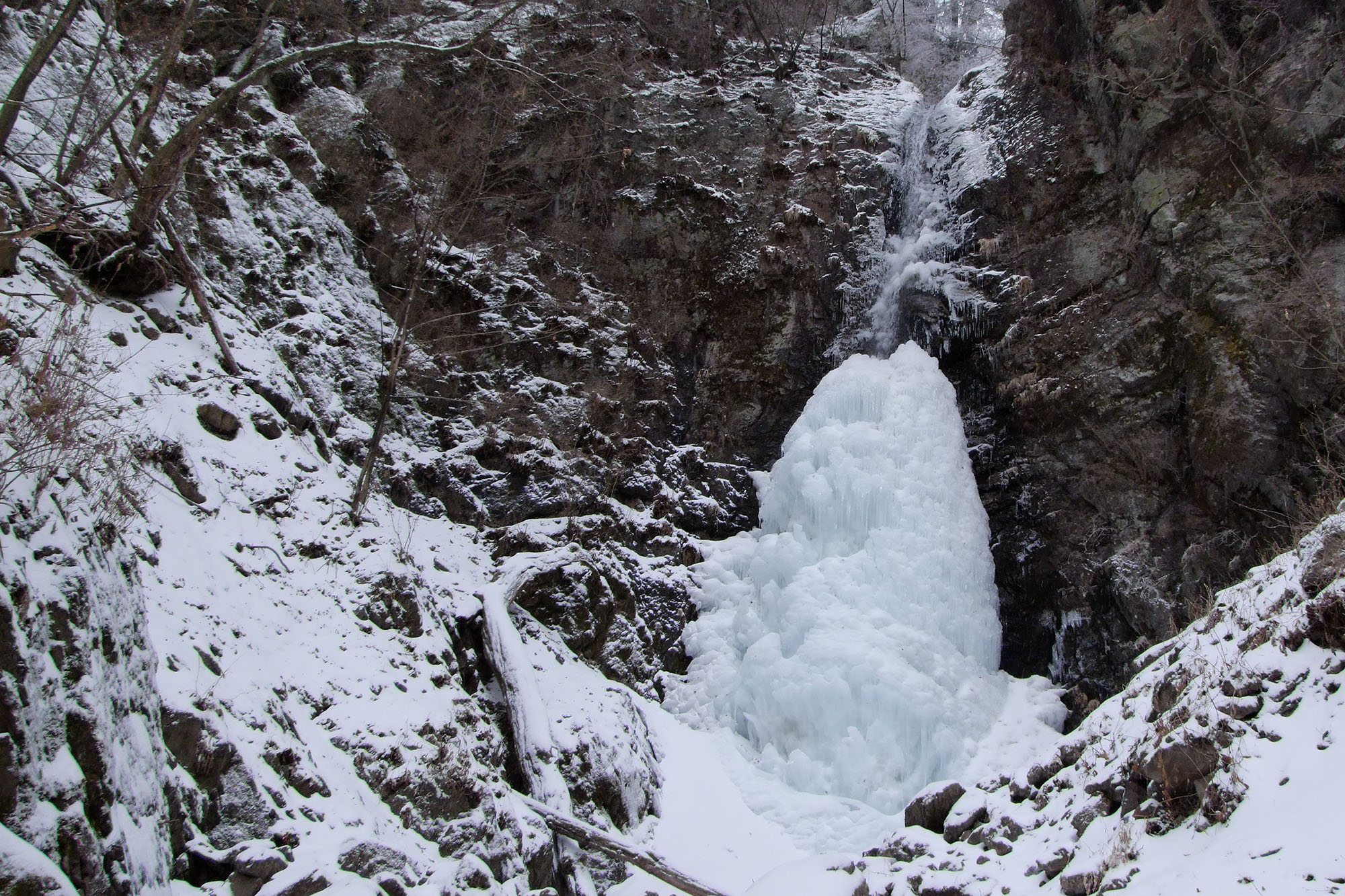
早滝の氷瀑(2月)